# ジョージ・オラー
ジョージ・アンドリュー・オラー（George Andrew Olah, 1927年5月22日 – 2017年3月8日）は、アメリカの有機化学者である。1994年、「カルボカチオン化学への貢献」の功績で、ノーベル化学賞を単独受賞した。

## 略歴
1927年、ハンガリーのブダペストに生まれる。出生時の名はオラー・ジェルジ (Oláh György)。ブダペスト工業大学に学ぶ。1956年のハンガリー動乱で家族とともにイギリス、さらにカナダへ逃亡。ダウケミカル社に8年間勤務し、ここでカルボカチオン化学の研究をスタートした。1965年にアカデミアに戻りケースウェスタンリザーブ大学へ、さらに1977年には南カリフォルニア大学へ移動し、同大学名誉教授、ローカー炭化水素研究所所長。1997年王立協会外国人会員選出。2017年、死去。死因は不明。

## 主な業績
五フッ化アンチモンとフルオロスルホン酸を組み合わせた「マジック酸」に代表される超強酸を開発した。これを利用して種々のカルボカチオンを発生させ、その性質や反応を解明した。そしてソウル・ウィンスタインが提唱した「非古典的カルボカチオン」の存在を証明することに成功した。また、この過程で数々の有用な合成手法を開発しており、独創的かつ膨大な研究は極めて高く評価されている。
その後は超強酸を用いる炭化水素からメタノールの生成、それを利用した燃料電池などの新エネルギー研究に取り組んだ。

## 受賞歴
- 1977年 センテナリー賞
- 1989年 ロジャー・アダムス賞（アメリカ化学会）
- 1993年 化学パイオニア賞
- 1994年 ノーベル化学賞
- 1996年 F・A・コットン・メダル
- 2001年 アーサー・C・コープ賞（アメリカ化学会）
- 2005年 プリーストリー賞（アメリカ化学会）